# Stechlenegg
Stechlenegg (toponimo tedesco) è stato un comune svizzero del Canton Appenzello Interno. Già comune autonomo (rhode), nel 1873 è stato accorpato alle altre rhode soppresse di Gonten e Rinkenbach (in parte) per formare il nuovo distretto di Gonten.